# Jofie Stübing
Jofie Stübing (* 5. Juni 1992) ist eine ehemalige deutsche Frauenfußballspielerin und heutige -trainerin.

## Spielerkarriere

### Vereine
Stübing begann im Alter von sechs Jahren beim FSV Borussia Genthin mit dem Fußballspielen. 2005 ging sie ans Sportgymnasium Magdeburg und spielte fortan beim Magdeburger FFC. Zur Saison 2008/09 rückte sie in die erste, in der Regionalliga spielenden, Mannschaft der Magdeburgerinnen auf, mit der ihr nach der ersten Saison der Aufstieg in die 2. Fußball-Bundesliga gelang. Nach einem Jahr in der zweiten Liga wechselte sie 2010/11 zum FF USV Jena in die Bundesliga und nahm in Jena ein Studium der Erziehungswissenschaften und Soziologie auf. Ihr Erstligadebüt gab sie am 5. September 2010 (4. Spieltag) beim 2:2-Unentschieden im Auswärtsspiel gegen den Hamburger SV, als sie in der 84. Minute für Saskia Schwarz eingewechselt wurde. Im August 2012 wurde sie in 2. Bundesliga Nord team des USV degradiert. Im Sommer 2015 beendete sie verletzungsbedingt ihre aktive Spielerkarriere.

### Nationalmannschaft
Am 11. Mai 2008 kam sie bei einem Vier-Nationen-Turnier in Schweden zu einem Länderspieleinsatz in der U-16-Nationalmannschaft, die in Stafsinge mit 6:0 über die Auswahl Dänemarks triumphierte.

## Trainerkarriere
Seit Sommer 2015 ist Stübing zusammen mit Marcel Neumann Co-Trainer des FF USV Jena U-21 Teams in der Regionalliga Nord-Ost.